# 朝堂院大覚
朝堂院 大覚（ちょうどういん だいかく、本名：松浦 良右、1940年〈昭和15年〉12月9日 - ）は、日本の男性実業家。YouTuber。同志社大学法学部卒業。大阪府大阪市出身。
朝堂院大覚を名乗るようになったのは、1996年からであり、それまでは松浦良右という本名で活動していた。

## 経歴
大阪府大阪市出身。同志社香里高等学校卒業、同志社大学法学部卒業。大学を卒業後に浪速冷凍機工業（後のナミレイ）へ入社し、後に同社の会長に就任。しかし、1982年（昭和57年）に空調大手の高砂熱学工業に対して業務提携などを強要したという容疑で逮捕され懲役2年執行猶予4年の判決を受けた。
2013年〈平成25年〉に自身のYouTubeチャンネル「JRPtelevision」を開設し、YouTuberとして活動を開始した。
2014年〈平成26年〉6月20日に新宿のCD販売店で開催されたロックバンドグループのアルバム発売記念イベントに乗り込み妨害したとして、同年10月末に警視庁戸塚警察署に威力業務妨害容疑で逮捕された。
2015年〈平成27年〉にセカンドチャンネル「朝堂院大覚総裁®」を開設し、2020年（令和3年）にサードチャンネル「JRP NEWS Television」を開設する。2021年にはフォースチャンネル「朝堂院大覚スペースシャトル」を開設。

## 著書
- 『マイケルからの伝言』さんが出版 2010年（平成22年）6月25日 ISBN 9784880963006
- 『怪物フィクサーに学ぶ「人を動かす」』サイゾー 2013年9月27日（平成25年） ISBN 9784904209356
- 『朝堂院大覚の生き様〜ユーラシア帝国の実現を願った男〜』説話社　2020年（令和2年）12月1日
- 『朝堂院大覚自伝 「最後のフィクサー」とよばれて』清談社Publico　2021年（令和3年）3月14日
- 『イルミナティによる金融支配と近現代戦争史~戦争を裏で操り世界を支配する者たちの正体』説話社　2022年（令和4年）9月1日